# Meadow Soprano
Meadow Mariangela Soprano, interpretata dall'attrice Jamie-Lynn Sigler, è la figlia primogenita del protagonista Tony e di Carmela nella serie televisiva I Soprano: è uno dei personaggi principali e maggiormente analizzati dall'ideatore della serie David Chase.

## Biografia
Meadow è già all'inizio della serie ben consapevole del fatto che suo padre Tony è un esponente della malavita organizzata, accettando tutto ciò con ironia. Si diverte a mettere in difficoltà i suoi genitori menzionando argomenti scomodi e ambigui, in alcune occasioni non esita a provocarli, ha spesso delle frequenti liti col padre e con la madre, tuttavia al contrario del fratello minore Anthony Jr. i cui contrasti con le figure genitoriali sono frutto dei suoi problemi di disturbo della personalità, gli attriti che Meadow ha con Tony e Carmela sono semplicemente un riflesso del suo desiderio di ribellione tipico dell'età adolescenziale. 
In alcuni episodi la si vede fare uso di droghe, quando vuole divertirsi o si sente stressata, ma in definitiva è una ragazza giudiziosa e ambiziosa, si dedica al volontariato, inoltre è membro del coro e della squadra di calcio della propria scuola, Tony e Carmela sono molto orgogliosi di lei. Nelle proprie relazioni amorose emerge però la sua fragilità ma anche il suo carattere pretenzioso e ingenuo. Per Meadow l'istruzione è soprattutto un modo per allontanarsi dalla famiglia e dal loro ambiente criminale, accetta di farsi mantenere economicamente dal padre ma è evidente che la consapevolezza che il denaro di Tony deriva dalle sue attività criminali le crea qualche scrupolo di coscienza. 
Una volta ottenuto il diploma, Meadow si iscrive alla Columbia University. Un punto di svolta nello sviluppo del personaggio avviene alla morte della nonna Livia (la madre di Tony) tanto che alla veglia funebre Tony ha notato il cambiamento di Meadow constatando che ormai si è trasformata in una giovane donna cinica e fredda. Meadow infatti ora difende suo padre così come anche gli altri esponenti della mafia dalle accuse che gli vengono mosse, mostrando l'ipocrisia tipica dell'ambiente in cui è cresciuta, ignorando (o fingendo di non capire) la natura spietata sia del padre che degli amici di Tony, arrivando a condannare le istituzioni per ingiusto accanimento contro la comunità italo-americana, oltre a sminuire e a imputare la loro natura violenta a comuni imperativi culturali.
Benché in un primo momento fosse sua intenzione diventare pediatra, con dispiacere dei genitori, decide poi di frequentare la facoltà di legge, sentendo che ciò che più desidera è lottare per difendere i diritti civili delle minoranze etniche. Come afferma Carmela probabilmente Meadow non sarebbe comunque stata idonea a diventare un medico dal momento che le mancano la compassione e la pazienza necessarie.

## Relazioni sentimentali
- Noah Tannenbaum - Lui e Meadow si conoscono all'università, in breve intraprendono una relazione, disapprovata da Tony dal momento che Noah è in parte afro-americano. Successivamente Noah la lascia e Meadow imputa la colpa a Tony e all'ostilità che gli aveva mostrato, sebbene in realtà Noah avesse deciso di chiudere la loro relazione semplicemente perché Meadow ha una visione della vita a suo dire troppo cinica e pessimista.
- Jackie Aprile Jr. - Jackie è un aspirante criminale, suo padre e Tony sono stati grandi amici, lui e Meadow diventano una coppia, Meadow ingenuamente lo vede come un bravo ragazzo, ma lui la tradisce, e quando lo scopre Meadow si arrabbia ferocemente con lui, tuttavia arriva quasi a giustificare le sue infedeltà, addirittura la ragazza si addossa la colpa ritenendo che Jackie l'abbia tradita perché lei lo soffocava con le sue attenzioni. Meadow infatti intende perdonarlo ma prima che ciò avvenga Jackie muore, ucciso da Vito Spatafore.
- Finn DeTrolio - Lui e Meadow progettano di sposarsi, vanno anche a vivere insieme, benché anche la famiglia di Finn è italiana, lui diversamente da Meadow non sente un legame con le proprie radici italiane, infatti è visibilmente infastidito dal modo in cui la ragazza difende e giustifica gli amici di Tony (benché sia consapevole che sono dei mafiosi) a dispetto della loro natura violenta e criminale. Nonostante il loro proposito di convolare a nozze, in seguito si apprende che Finn e Meadow si sono lasciati.
- Patrick Parisi - Meadow e Patrick si mettono insieme nel finale della serie, in effetti già da tempo i suoi genitori sapevano che Meadow frequentava qualcuno, solo in seguito Meadow rivela ai suoi genitori che lei e Patrick sono diventati una coppia. Patrick è un avvocato, lui ha ispirato Meadow a iscriversi alla facoltà di legge.